# رضا فاضل
رضا فاضل جامعه‌شناس و مترجم ایرانی است.

## زندگی
رضا فاضل زاده ۱۳۲۸ است. او سال‌هاست ساکن بخش رحیم‌آباد شهرستان رودسر از استان گیلان هست.

### تحصیلات
رضا فاضل دارای مدرك دكتری در رشته جامعه‌شناسی از دانشگاه آزاد اسلامی واحد علوم و تحقیقات تهران است.
| ردیف | مقطع تحصیلی   | سال اخذ مدرک | رشته و گرایش تحصیلی | دانشگاه                                       | کشور   |
| ---- | ------------- | ------------ | ------------------- | --------------------------------------------- | ------ |
| ۱    | کارشناسی      | ۱۳۵۶         | جامعه‌شناسی          | دانشگاه تهران                                 | ایران  |
| ۲    | کارشناسی ارشد | ۱۳۶۰         | جامعه‌شناسی          | دانشگاه دولتی پیتسبورگ                        | آمریکا |
| ۳    | دکتری         | ۱۳۸۱         | جامعه‌شناسی          | دانشگاه آزاد اسلامی واحد علوم و تحقیقات تهران | ایران  |

### شغل
رضا فاضل استادیار گروه علوم اجتماعی دانشگاه آزاد اسلامی واحد تهران مرکزی بود.

### تألیف
1. پیامدهای اجتماعی خشک شدن دریاچه ارومیه (با تاکید بر گردشگری): رضا فاضل، صابر وندنقی، تهران: لویه، ۱۳۹۶، ۱۲۰ صفحه. ISBN 978-600-7674-04-8
2. تحلیلی بر اقدامات ضابطین دادگستری در جرایم سایبری: رضا فاضل، اباذر محرمی، ویراستار: حسن فضلی، تهران: ناقوس، ۱۳۹۸، ۱۹۲ صفحه. ISBN 978-964-377-983-2
3. سرمایه اجتماعی در شاهنامه فردوسی: رضا فاضل، نسرین نرگسی‌ خرم‌آباد، تهران: لویه، ۱۳۹۸، ۴۳۰ صفحه. ISBN 978-600-7674-23-9

### ترجمه
1. اجرای تحقیقات پیمایشی به وسیله ایمیل و وب: متیاس شون‌لاو، رونالد دی فریکر‌جی‌آر، مارک‌ ان. الیوت؛ تهران: سروش، ۱۳۹۰، ۲۰۴ صفحه. ISBN 978-964-7378-08-4
2. اودیسه: آرتور سی کلارک، مترجم: رضا فاضل، تهران: سروش، ۱۳۷۹، ۳۴۰ صفحه. ISBN 978-964-435-022-7
3. جامعه خطر: به سوی مدرنیته‌ای نوین: اولریش بک، مترجم: رضا فاضل، مهدی فرهمندنژاد، تهران: ثالث، ۱۳۷۹، ۴۷۲ صفحه. ISBN 978-600-405-235-1
4. جامعه‌شناسی تاریخی - تطبیقی جهان سوم: پیدایش: ال.اس. استاوریانوس، مترجم: رضا فاضل، ویراستار: فریده همتی، تهران: سمت، ۱۳۸۳، ۳۵۲ صفحه، ISBN 978-964-459-854-7
5. دعوت به جامعه‌شناسی: نگاهی انسان‌گرایانه: پیتر برگر مترجم: رضا فاضل، تهران: ثالث، ۱۳۹۳، ۲۲۴ صفحه. ISBN 978-964-380-925-6
6. روشهای تحقیق در علوم اجتماعی (نظری - عملی): ارل ببی، مترجم: رضا فاضل، تهران: سمت، ۱۳۸۱، ۲ جلدی، (۶۸۶+ صفحه). ISBN 978-964-530-589-3
7. شکاف جهانی: سیر شکل‌گیری جهان سوم: ال.اس. استاوریانوس، مترجم: رضا فاضل، تهران: ثالث، ، ۱۰۲۶ صفحه. ISBN 978-964-380-580-7
8. مبانی جامعه‌شناسی: بروس کوئن، مترجم: غلامعباس توسلی، رضا فاضل، تهران: سمت، ۱۳۷۲، ۴۵۲ صفحه. ISBN 978-964-5302-07-6
9. ملاقات با عروس دریایی: آرتور سی کلارک، مترجم: رضا فاضل، تهران: فرزان روز، ۱۳۷۸، ۳۹۴ صفحه. ISBN 978-964-6138-70-4
10. میعاد با راما: آرتور سی کلارک، مترجم: رضا فاضل، تهران: سروش، ۱۳۷۴، ۳۰۲ صفحه. ISBN 978-964-12-1345-1
11. نظریه‌پردازان بزرگ فرهنگ: اندرو ادگار، پیتر سجویک، مترجم: حسن رئیس‌زاده، ویراستار: رضا فاضل، تهران: سوره مهر، فصل نو، ۱۳۸۹، ۴۳۶ صفحه. ISBN 978-600-91432-0-7
12. نظریه‌های جامعه‌شناسی محض و کاربردی: کالوین جی. لارنس، مترجم: غلامعباس توسلی، رضا فاضل، تهران: سمت، ۱۳۷۷، ۲۴۶ صفحه. ISBN 978-964-459-313-8
13. شیطان هرگز نمی خوابد (رمان پرل باک)، ترجمهٔ رضا فاضل، تهران: انتشارات ثالث، ۱۳۹۸.

### مقالات
- سرمایه اقتصادی - اجتماعی بازاریان و نقش آفرینی آن ها در انقلاب مشروطه(مقاله علمی وزارت علوم): سید علی اصغر حسینی نوذری، رضا فاضل، حسین کردی. منبع: جامعه شناسی تاریخی، سال ۱۴، بهار و تابستان ۱۴۰۱، شماره ۱، صص ۳۰۰-۲۶۱.
- اثرساختاربندی فرهنگی برکنش فرهنگی شهرنشینی در بین اعضای هیئت علمی دانشگاه پیام نور کشور(مقاله پژوهشی دانشگاه آزاد): علیرضا مختاری، رضا فاضل، فیروز راد. منبع: تغییرات اجتماعی - فرهنگی، سال نوزدهم، بهار ۱۴۰۱، شماره ۷۲، صص ۱۹۱-۲۲۲.
- گفتمان رسانه ای «برجام» در پرتو روابط بین المللی ایران، مطالعه موردی روزنامه های اصلاح طلب و اصولگرا(مقاله علمی وزارت علوم): فاطمه ناطقی، امیرمسعود امیرمظاهری، رضا فاضل. منبع: جستارهای سیاسی معاصر، سال سیزدهم، پاییز ۱۴۰۱، شماره ۳، (پیاپی ۴۵)، صص ۱۲۱-۱۴۲.
- بررسی رابطه بین اعتماد اجتماعی و مشارکت اجتماعی با رفتار دموکراتیک اعضای سازمان های مردم نهاد در خانواده (مطالعه موردی: استان ایلام)(مقاله علمی وزارت علوم): عبدالصباح قاسمی، رضا فاضل، حمید انصاری. منبع: فرهنگ ایلام، دوره ۲۱، بهار و تابستان ۱۳۹۹، شماره ۶۶ و ۶۷، صص 205-232.
- شناسایی خلأهای بنیادی و راهبردی در حوزه مشارکت اجتماعی، سیاسی زنان پس از انقلاب اسلامی(مقاله علمی وزارت علوم): سارا ابراهیمی، رضا فاضل، حمید انصاری. منبع: جامعه شناسی سیاسی ایران، سال سوم، تابستان ۱۳۹۹، شماره ۲ (پیاپی ۱۰)، صص 264-291.
- ارایه الگوی آسیب های اجتماعی زنان زلزله زده شهر بم(مقاله پژوهشی دانشگاه آزاد)، فاطمه یزدی زاده باغینی، رضا فاضل، علیرضا صنعت خواه. منبع: علوم اجتماعی شوشتر، سال سیزدهم، پاییز ۱۳۹۸، شماره ۳ (پیاپی ۴۶)، صص 55-68.
- عوامل جامعه شناختی مؤثر در گرایش کسبه و پیشه وران به ناهنجاری غش در معامله (مورد مطالعه شهر قم)(مقاله پژوهشی دانشگاه آزاد): مجید سلیمانی، رضا فاضل. منبع: مطالعات علوم اجتماعی ایران، سال پانزدهم، زمستان ۱۳۹۷، شماره ۵۹، صص 72-95.
- مطالعه جامعه شناختی رابطه مدیریت بدن و ارزش سرمایه جنسی در بین زنان (موردمطالعه: زنان متولد دهه 60 شهر همدان)(مقاله علمی وزارت علوم): سهیلا صادقی فسایی، رضا فاضل، حسین رضایی. منبع: مطالعات اجتماعی روان شناختی زنان، دوره پانزدهم، پاییز ۱۳۹۶، شماره ۳ (پیاپی ۵۲)، صص 101-144.
- مدل جامعه شناختی فریب پنهانی در بازار ایران (مطالعه موردی شهر قم)(مقاله علمی وزارت علوم): مجید سلیمانی، رضا فاضل، حبیب صبوری خسروشاهی. منبع: جامعه شناسی نهادهای اجتماعی، دوره چهارم، پاییز و زمستان ۱۳۹۶، شماره ۱۰.
- مطالعه جامعه شناختی رابطه میان مدیریت بدن و سرمایه جنسی زنان (مورد مطالعه: زنان متولد دهه 40 شهر همدان)(مقاله پژوهشی دانشگاه آزاد): سهیلا صادقی فسایی، رضا فاضل، حسین رضایی. منبع: مطالعات علوم اجتماعی ایران، سال سیزدهم، زمستان ۱۳۹۵، شماره ۴ (پیاپی ۵۱).
- بررسی تأثیر توسعه منطقه عسلویه بر کیفیت زندگی (با رویکرد رشد صنعتی)(مقاله علمی وزارت علوم): نگین حجازی، رضا فاضل، فریدون وحیدا. منبع: راهبرد اجتماعی فرهنگی، سال چهارم، بهار ۱۳۹۴، شماره ۱۴.
- بررسی تاثیر وسایل ارتباط جمعی برون مرزی بر انواع اعتماد: مطالعه تجربی شهر تنکابن(مقاله پژوهشی دانشگاه آزاد): رضا فاضل، حسین رضایی، حدیثه رمضانی فر، هاجر امینی ولاشانی. منبع: علوم اجتماعی (دانشگاه آزاد شوشتر)، بهار ۱۳۹۲، شماره ۲۰ .
- تأثیر نوسازی های اقتصادی و اجتماعی بر وقوع انقلاب مشروطیت در ایران(مقاله علمی وزارت علوم): رضا فاضل، صفورا مهتابی سمنانی. منبع: جامعه شناسی تاریخی، سال پنجم، بهار و تابستان ۱۳۹۲، شماره ۱.
- رابطه رفتار والدین و پایگاه اجتماعی ـ اقتصادی با تماشای خشونت تلویزیونی و تأیید و توسل به آن در کودکان (مقاله علمی وزارت علوم): رضا فاضل. منبع: پژوهش های ارتباطی، ۱۳۸۷، شماره ۵۴.
- نگاهی جامعه‌شناختی به موسیقی صداوسیما (مقاله علمی وزارت علوم): رضا فاضل. منبع: پژوهش های ارتباطی، ۱۳۸۵، شماره ۴۵ و ۴۶.
- کتاب درسی: (نظریه ها و تجربه ها) معرفی الگویی برای تدوین کتاب درسی جامعه شناسی: رضا فاضل. منبع: سخن، سمت، ۱۳۸۴، شماره ۱۶.
- جهان سوم به توسعه نیاز دارد یا به دموکراسی؟: رضا فاضل. منبع: بازتاب اندیشه، ۱۳۸۴، شماره ۶۳ .
- جایگاه علم و تکنولوژی در کشورهای عربی: فاضل لاریجانی، رضا فاضل. منبع: رهیافت ۱۳۷۹ شماره ۲۲.